# Стара Саксонія
Стара Саксонія (нім. Altsachsen) — прабатьківщина саксів у північно-західній частині сучасної Німеччини, територія якої знаходилась на теренах сучасних німецьких земель Нижня Саксонія, Вестфалія, Нордальбінгія (Гольштейн, південна частина Шлезвіг-Гольштейну) та західної частини Саксонії-Ангальту.

## Історія
У своїй праці I століття «De Origine et situ Germanorum» Тацит описує кілька племен германських народів, що населяли північне узбережжя та внутрішні землі, які пізніше отримали назву Стара Саксонія, а саме:
"Далі йдуть по порядку ревдігняни, і авіони, і англи, і варніани, і евдоси, і свардони, і нуйтони; усі захищені річками або лісами. Ні в одному з цих народів не відбувається нічого значного, лише те, що вони повсюдно долучаються до поклоніння Гертуму (Нерті); тобто Матінці Землі ". —Тацит, Німеччина, 40 р.
Тацит вважав, що ці племінні попередники саксів були найдавнішими мешканцями цієї землі. Сучасні мовні та археологічні дані підтверджують це.
Іноді вважається, що «Географія Птолемея», написана в II столітті, містить перші згадки про саксів. У деяких копіях цього тексту згадується плем'я, яке називається сакси в районі на північ від нижньої Ельби, яке, як вважається, походить від слова сакс або кам'яний ніж.
Однак, інші копії називають те саме плем'я аксонами, і, ймовірно, що це неправильна орфографія племені, яке Тацит у своєму творі називав авіонами. Ці найдавніші відомі племінні сакси населяли Нордальбінгію, регіон, що межує з північним берегом гирла річки Ельби в сучасному західному Гольштейні. У міру дефіциту земель саксонське населення почало розселятися на південь, де поглинало корінне населення, таке як херуски, хамави та хатти, а також залишки лангобардів та свевів. Цей більш широкий регіон називається Стара Саксонія. За словами Тацита, хавки також жили в місцевості, пізніше відомій як Стара Саксонія, і були дуже шанованими серед німецьких племен. Він описує їх як мирних, спокійних та рівноважних. У якийсь момент вони могли злитися з саксами або бути, можливо, синонімом їх назви.
Саксонські «пірати» здійснювали набіги на східне узбережжя Британії звідси протягом III і IV століть (спонукаючи до будівництва морської оборони в східній Британії, відомої під назвою Саксонський берег), і вважається, що після краху римської оборони на Рейні у 407 році тиск від міграцій населення на сході змусив саксів та сусідні з ними племена англів та ютів мігрувати на захід морем та вторгнутися в родючі низові райони Британії. Традиційною датою цього вторгнення є 449 рік, і воно відоме як Прибуття Саксів (Adventus Saxonum). Це призвело до початку жорстокої 400-річної окупаційної війни, і спричинило заснування в Англії саксонських королівств, в тому числі південних саксів (Сассекс), західних саксів (Вессекс) та східних саксів (Ессекс), які поряд з іншими, створеними англами і ютами, є основою сучасної англійської нації.
Після падіння Західної Римської імперії в V столітті сакси, що залишилися в Німеччині, були вільно пов'язані з Меровінгським королівством франків, але на практиці лишалися незалежними і підтримували свою давню язичницьку релігію. Ця релігія була зосереджена на поклонінні Ірмінсулу або «великому стовпу»; божественному дереву, яке з'єднало Небо і Землю і, як вважають, існувало на місці, розташованому поблизу сучасного Обермарсберга.
Здебільшого саксонські землі були широкою рівниною, за винятком півдня, де з'являлись пагорби та низькогірні області Гарц і Гессен. Цей було все, що відділяло країну саксів від їхніх давніх ворогів і остаточних завойовників, франків. Відсутність чіткого фізичного визначення кордону споконвіку була причиною невпинного племінного конфлікту між ними. Сакси як мешканці нинішньої Північної Німеччини згадуються в 555 році, коли помер Теодебальд, король франків, і сакси використали цю можливість для війни. Сакси були розбиті Хлотаром I, наступником Теодебальда. Деякі їх франкські наступники воювали проти саксів, а інші були з ними союзниками; Хлотар II здобув остаточну перемогу в цьому протистоянні.
У 690 році два священики під іменами Евальд Чорнявий та Евальд Білявий вирушили з Нортумбрії, щоб навернути старих саксів у християнство. Зафіксовано, що в цей час Стара Саксонія була поділена на стародавні єпархії Мюнстер, Оснабрюк і Падерборн. Однак до 695 року язичницькі сакси стали надзвичайно ворожими до християнських священиків та місіонерів серед них, і почали усвідомлювати, що їх метою було навернути в християнство їхнього володаря та знищити їх храми та релігію. Евальда Білявого швидко вбили, але Евальда Чорнявого вони піддали тортурам, і він був розчленований. Згодом два тіла були кинуті в Рейн. Вважається, що це сталося 3 жовтня 695 року в місці Аплербек поблизу Дортмунда, де досі стоїть каплиця. Двох Евальдів насьогодні вшановують у Вестфалії як святих.
Небажання прийняти нову християнську релігію та схильність до руйнівних набігів на своїх сусідів з часом призвели до прямого конфлікту з Карлом Великим, могутнім королем франків, а згодом імператором. Після кривавої та дуже примхливої тридцятирічної кампанії між 772—804 років старі сакси на чолі з Відукіндом були врешті-решт підкорені Карлом Великим, і, зрештою, були змушені прийняти християнство.
Первісні зв'язки роду і клану були особливо міцними серед саксів, і, незважаючи на багато поділів, сакси були надзвичайно однорідною нацією, яка жила у VIII столітті так, як жили ранні германці, описані Тацитом у «Германії». Тривала війна з франками в значній мірі зменшила, але не повністю знищила їх виразну культурну ідентичність.
- Детальніше про кампанію Карла Великого задля підкорення та навернення до християнства старих саксів див.: Саксонські війни.
- Детальніше про пізніше герцогство Саксонія, яке виникло після цієї кампанії, див.: Саксонське герцогство.

Адам Бременський, пишучи в 11 столітті, порівнював форму Старої Саксонії з трикутником, і, за підрахунками, від кута до кута відстань складала вісім днів подорожі. У регіоні Стара Саксонія була найбільшим з німецьких племінних герцогств. Вона включала всю територію між нижніми Ельбою та Заале майже до Рейну. Між гирлами Ельби та Везера вона межувала з Північним морем. Єдиними частинами території, що розташовувались за Ельбою північніше, були графства Гольштейн і Дітмарш. Землі племен були приблизно розділені на чотири споріднені групи: ангрійці вздовж правого берега Везера; вестфальці, вздовж Емсу та Ліппе; остфальці, на лівому березі Везера; і нордальбінги, в сучасному Гольштейні. Але племінний поділ не обмежувався цими чотирма племінними групами. Саксонська «нація» насправді була вільним набором споріднених кланів. Наприклад, лише нордальбінги були розділені на менші групи: гольштейни, штурмари, барди та дітмаршери.
Стара Саксонія — це місце, звідки було здійснено більшість рейдів і пізніших колонізаційних походів до Британії. Пізніші нащадки англосаксонських мігрантів до Британії називали цей регіон «Старою Саксонією», а їхні нові колонії у Вессексі та інших місцях мали назву «Нова Саксонія» (старосакс. Seaxna). У Німеччині саксонські землі були відомі просто як «Саксонія» (нім. Sachsen) і лише пізніше стали називатися Нижньою Саксонією, щоб відрізнити ці споконвічні саксонські племінні території від того, що стало Саксонським королівством або Верхня Саксонія на територіях далеко на південний схід від початкової саксонської батьківщини. Англосаксонський письменник Беда стверджував у своїй праці Historia ecclesiastica gentis Anglorum (731), що Стара Саксонія була територією між Ельбою, Везером та Айдером на півночі та північному заході сучасної Німеччини і була територією за межами Римської імперії.

Стверджувалося, що древні сакси складалися з дворянської аристократії, вільного класу воїнів, які мали здобутки і славу, та класу вільних людей, об'єднаних та контрольованих старовинними звичаями роду і клану.
«Соціальні розбіжності ревно охоронялись за соціальними настановами. Смертна кара застосовувалася до будь-якої людини, що одружувалась з кимось вище свого рангу; шлюби нижче власного положення суворо засуджувались; позашлюбна народжуваність не визнавалась; шлюб між саксами та іншими німцями приймався з несхваленням; до незнайомців стались вороже. Сакси так настійливо дотримувались свого стародавнього звичаєвого права, що чіткі сліди цих соціальних настанов зберігалися в Саксонії протягом Середньовіччя.»